# Маріо Вушкович
Маріо Вушкович (хорв. Mario Vušković, нар. 16 листопада 2001, Спліт, Хорватія) — хорватський футболіст, центральний захисник німецького клубу «Гамбург».

## Ігрова кар'єра

### Клубна
Маріо Вушкович починав грати у футбольній школі клубу «Спліт» зі свого рідного міста Спліт. У 2016 році він приєднався до академії іншого клубу з цього міста — «Хайдука». Дебютну гру в першій команді Вушкович провів 18 серпня 2019 року у поєдинку чемпіонату країни проти «Гориці». Але травма, отимано у грі за юнацьку збірну змусила Маріо пропустити майже три місяці поза грою.
У ході сезону 2020/21 Маріо Вушкович привертав увагу шотландського «Селтіка» та ряду італійських клубів. Але в результаті всіх перемовин він залишився у клубі.
31 серпня 2021 року Вушкович на правах оренди з правом подальшого викупу контракту перейшов до клубу німецької Другої Бундесліги «Гамбург». 18 вересня футболіст зіграв свою першу гру у новій команді. Через деякий час він став повноцінним гравцем основи і вже у березні 2022 року підписав з клубом контракт на постіній основі.
12 листопада 2022 року Маріо Вушкович не пройшов допінг-тест, що змусило антидопінговий відділ Німецького футбольного союзу почати розслідування цього інциденту. Спортивний суд DFB дискваліфікував Вушковича на два роки. Була подана апеляція але вирок залишився в силі. Дискваліфікація діятиме з 15 листопада 2022 по 14 листопада 2024 року.

### Збірна
У 2017 році Маріо Вушкович брав участь у юнацькому чемпіонаті Європи у складі юнацької збірної Хорватії (U-17).
У серпні 2020 року вушкович отримав перший виклик до молодіжної збірної Хорватії. Першу гру у збірній він провів 12 лисмтопада проти шотландських однолітків.

## Особисте життя
Маріо Вушкович походить зі спортивної родини. Ще його прадід грав у футбол у складі «Хайдука». Також футболістами були дід та батько Маріо. Зараз його молодший брат Лука та двоюрідний брат Морено також професійні футболісти.